# Karl August Kuhl
Karl August Kuhl (* 31. Juli 1774 in Baalsdorf; † 21. August 1840 in Leipzig) war ein deutscher Mediziner und Hochschullehrer.

## Leben
Kuhl war Sohn eines Pfarrers. Nach dem frühen Tod seines Vaters wurde er von Verwandten weiter aufgezogen. Er absolvierte ab 1787 die Nikolaischule, bevor er 1792 an die Universität Leipzig wechselte, an der er mit Hilfe von Stipendien unter anderem Medizin studierte. An der Universität war unter anderem Ernst Platner einer seiner Gönner. 1794 erlangte er das Bakkalaureat in Medizin, bevor er 1796 zum Doktor der Philosophie promoviert wurde. 1800/1801 unternahm er eine Reise unter anderem nach Kopenhagen. Dort machte er weitere Studien, beispielsweise Heinrich Callisen und Johann Clemens Tode und setzte einen Schwerpunkt auf die Chirurgie. 1801 kehrte er nach Leipzig zurück. Dort wurde er am 1. Dezember 1803 mit der Dissertation De dysenteria zum Doktor der Medizin promoviert.
Kuhl ließ sich als praktischer Arzt in Leipzig nieder. 1808 und 1811 absolvierte er längere Studienaufenthalte in Wien, wobei er insbesondere unter Georg Joseph Beer Augenheilkunde studierte und anschließend in Leipzig seine neuen Kenntnisse anwendete. 1813 erhielt er die Stelle des chirurgischen Demonstrators am Jakobsspital in Leipzig, zugleich wurde er zum gerichtlichen Stadtwundarzt von Leipzig bestellt. 1816/1817 unternahm er eine Studienreise nach London und Paris.
Kuhl erhielt nach seiner Rückkehr nach Leipzig an der dortigen Universität eine Stelle als außerordentlicher Professor der Medizin, wobei er neben der Chirurgie auch Augenheilkunde lehrte. 1824 wurde er ordentlicher Professor. 1825, 1827, 1829, 1833 sowie 1840 war er Dekan der medizinischen Fakultät. Er führte bis kurz vor seinem Tod Operationen aus.

## Werke (Auswahl)
- De potioribus arteriae aneurysmaticae ligandae methodis praemissis duorum aneurysmatum feliciter sanatorum historiis, Staritz, Leipzig 1824.
- Historia membri virilis feliciter exstirpati, Leipzig 1824.
- Quaedam de Acupunctura Orientalium ex Oblivionis Tenebris ab Europaeis Medicis nuper revocata cum tabula lapidi inscripta, Richter, Leipzig 1826.
- De vitiligine ulceroso-serpiginosa, Leipzig 1833.